# Oxid olovnatý
Oxid olovnatý (PbO) je binární sloučenina olova a kyslíku. Vyskytuje se jako červená forma (tetragonální), označovaná jako modifikace α) a žlutá forma (orthorombická), označovaná jako modifikace β). Podle způsobu přípravy může být červený, oranžový nebo žlutý. Je amfoterní a snadno se rozpuští jak v kyselinách na soli olovnaté, tak v hydroxidech alkalických kovů na olovnatany.

## Fyzikálně-chemické vlastnosti

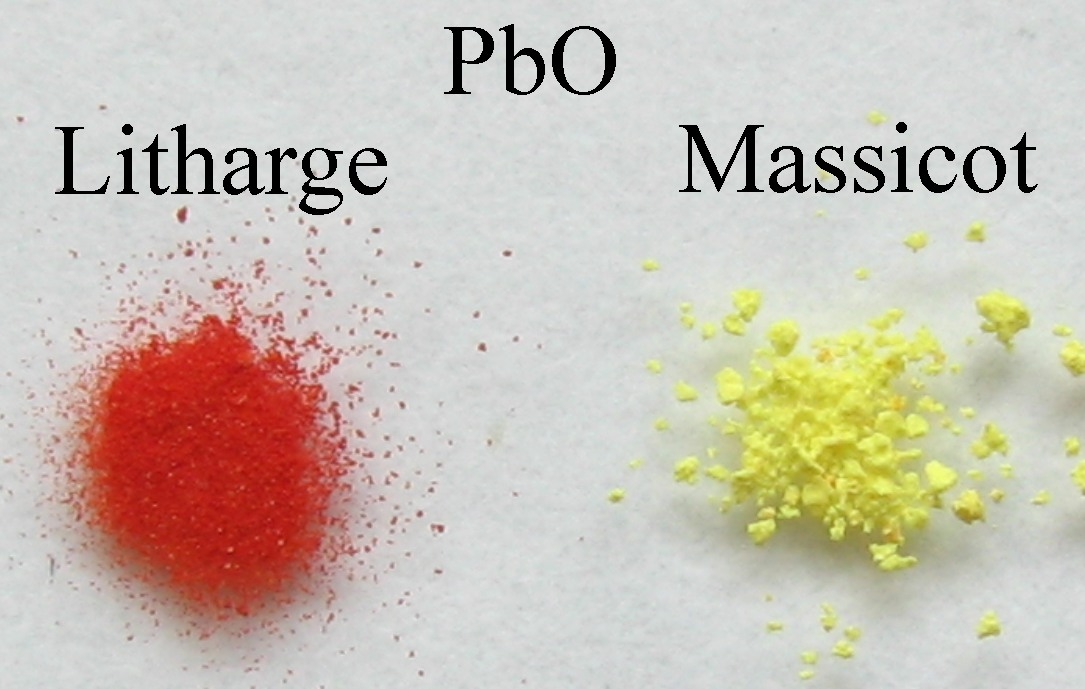
Červená a žlutá forma oxidu olovnatého

Červená forma je stabilní za obyčejné teploty a krystalizuje v tetragonální soustavě (D74h – P4/nmm, Z = 2) s tetragonálně pyramidálními jednotkami {PbO4}, ve vrstevnaté struktuře, ve které jsou atomy olova střídavě nad a pod rovinou atomů kyslíku a vzdálenost mezi atomy olova a kyslíku Pb-O je vždy 233 pm. Atomy olova Pb tvoří deformované těsné kubické uspořádání.
Červená forma se označuje jako klejt. Její teplota tání je 897 °C a hustota 9,355 g/cm3. V přírodě se nachází jako minerál lithargit.
Žlutá forma krystalizuje v orthorombické soustavě a je deformovanou verzí červené formy. Označuje se jako masikot a je stabilní nad 488 °C. Delším varem s vodou se přeměňuje v červenou formu.. Rozpustnost žlutého oxidu olovnatého (hustota 9,642 g/cm3) ve vodě je při 20 °C 1,2 mg ve 100 g vody, rozpustnost červeného asi poloviční (větší stabilita). V přírodě se nachází jako minerál massicot.

## Příprava a reakce
Oxid olovnatý se ve velkém vyrábí oxidací roztaveného olova vháněním vzduchu na hladinu kovu – oxid olovnatý pokrývá kov. Opatrnějším zahřívání a také tepelným rozkladem uhličitanu Pb(CO3)2 nebo dusičnanu Pb(NO3)2 olovnatého se získá jako kyprý žlutý prášek, masikot.
2 Pb(NO3)2 → 2 PbO + 4 NO2 + O2
PbCO3 → PbO + CO2
Na mokré cestě se oxid olovnatý získá varem hydroxidu olovnatého Pb(OH)2 s hydroxidem sodným. Podle koncentrace hydroxidu při tom vzniká žlutý nebo červený oxid olovnatý.
Opatrným zahříváním za přístupu vzduchu se dá oxidovat na suřík Pb3O4, přičemž k oxidaci je však vhodná pouze kyprá, práškovitá modifikace oxidu, masikot.
Zahřívání oxidu olovičitého PbO2 probíhá dle následujícího způsobu:
PbO2 —293 °C→ Pb12O19 —351 °C→ Pb12O17 —374 °C→ Pb3O4 —605 °C→ PbO.
Působením redukčních činidel, např. vodíkem, uhlím, oxidem uhelnatým CO a kyanidem draselným KCN, je možné oxid olovnatý za žáru snadno redukovat na kov.
V kyselinách se oxid olovnatý snadno rozpouští za vzniku solí. Ve velmi koncentrovaném hydroxidu sodném NaOH se rozpuští, ve zředěném jen málo. Rozpustnost oxidu olovnatého ve vodě se však přísadou hydroxidu sodného přece jen podstatně zvyšuje, což je dáno vznikem klastrového kationtu (Pb6O(OH)6)4+. Stejný kation vznikne, přidá-li se malé množství hydroxidu do vodného roztoku kyseliny chloristé HClO4, ve kterém je rozpuštěný oxid olovnatý PbO.

## Využití
Hlavní využití má při výrobě skla (např. flintové sklo, olovnatý křišťál), neboť vysoký obsah olova dodává sklu větší hustotu, menší tepelnou vodivost, vyšší index lomu (vyšší lesk), větší odolnost a houževnatost.
Oxid olovnatý se také používá v keramických glazurách a skelných emailech.
Další značná část oxidu olovnatého se spotřebuje pro výrobu elektrických akumulátorů (buď jako klejt, nebo jako tzv. černý oxid, tj. směs olova a oxidu olovnatého).
Klejt se dále používá při výrobě pigmentů (v USA byla jeho výroba v roce 1975 121 000 t a černého oxidu 333 000 t).